# Heinz Oppers
Heinz Oppers (* 6. Dezember 1920; † 13. Juli 2006) war ein deutscher Bauingenieur und Verwaltungsbeamter. Er war Stadtdirektor von Moers.

## Leben und Wirken
Heinz Oppers studierte von 1946 bis 1950 Hochbau, Städtebau und Landesplanung an der RWTH Aachen. Von 1950 bis 1960 war Oppers dann Baudezernent der Stadt Homberg. Anschließend war er in Moers tätig.
Der im September 1959 durch den Rat der Stadt Moers zum städtischen Oberbaurat Ernannte wurde keine drei Jahre später zum Beigeordneten für das technische Dezernat gewählt. In dieser Zeit realisierte er Projekte, die für die Stadt Moers dauerhaft von unschätzbarem Wert sind, beispielsweise die Sanierung der Altstadt oder die Gestaltung des Freizeitparks. Als sein wohl größtes Verdienst gilt immer noch die Bewahrung der Stadt vor der drohenden Eingemeindung nach Duisburg. Zu dieser Zeit, 1973 bis 1975, bekleidete er das Amt des Stadtdirektors bereits kommissarisch. Im Juni 1975 folgte schließlich die Wahl zum Stadtdirektor für die Dauer von zwölf Jahren. Am 27. Dezember 1985 wurde Heinz Oppers aufgrund des Erreichens der Altersgrenze vor Ablauf seiner Wahlperiode in den Ruhestand verabschiedet.
Während seiner beruflichen Laufbahn hatte er zahlreiche weitere Ämter inne. So war er unter anderem Geschäftsführer der „Gemeinnützigen Wohnungsbaugesellschaft Stadt Moers“, Vorstand im Verwaltungsrat des Krankenhauses Bethanien und viele Jahre im Initiativkreis Moers aktiv, wo später sein einziger, 1960 geborener, Sohn Rüdiger Oppers den Vorsitz leitete. Für seine Verdienste wurde Heinz Oppers mit dem Ehrenring der Stadt Moers ausgezeichnet.

## Veröffentlichungen
- Moers. Historische Einführung von Heinz Oppers. Mit 90 Bildseiten, davon 16 Farbtafeln von Thomas Lenzen. Texte Rolf Zurek. Steiger, Moers 1977, ISBN 3-921564-10-7.
- (mit Norbert Schinner:) Moers. Die junge Grafenstadt. Ein Fotobummel. Mit einem Vorwort von Hanns Dieter Hüsch. Mercator-Verlag, Duisburg 1991, ISBN 3-87463-170-2.
- Moers, die Wiedergeburt eines Stadtzentrums. In: Heimatkalender des Kreises Wesel, 9 (1988), S. 163–167.